# T's Production
株式会社T’s Production（ティーズ・プロダクション）は映像および音楽の制作会社である。映画・ドラマの製作、制作、資金調達、ライセンシングなどの他に中国万逹影視伝媒有限公司（Wanda Media）とコンサルティング契約を締結している。